# لعازر والغني (مسلسل)
لعازر والغني (بالبرتغالية: O Rico e Lázaro‏) هو مسلسل تيلينوفيلا برازيلي تم إنتاجه في سنة 2017، هو من إنتاج شركة كازابلانكا ومن تأليف باولا ريتشارد وبث على قناة ريكورد تي في من 23 مارس 2017 إلى 20 نوفمبر 2017. المسلسل من بطولة ميلينا توسكانو و دودو أزيفيدو و إيغور ريكلي. اسم المسلسل مأخوذ من مثل لعازر والغني للمسيح.

## القصة
قصة المسلسل تقع في مملكة يهوذا حيث يتجه الشعب لعبادة الأصنام ويترك عبادة الله، فيرسل الله الأنبياء ومنهم إرميا يحذرهم بأن يتوبوا وإلا سيواجهون بابل. أثناء ذلك تقع قصة حب ثلاثية بين يوانا ولعازر وزاك منذ طفولتهم، لكن عندما يكبرون تقع يوانا بحب لعازر وتترك زاك.

## البطولة
- ميلينا توسكانو بدور يوانا
- دودو أزيفيدو بدور لعازر
- إيغور ريكلي بدور زاك
- فيتور هوغو بدور إرميا
- كريستين فيرنانديز بدور سميراميس
- ستيفاني بريتو بدور نيتوكريس البابلية
- أنجلو بايس ليمي بدور نبوصردان
- هيتور مارتينيز بدور نبوخذ نصر الثاني
- أدريانا غارامبوني بدور أميديا
- دينيس ديل فيكيو بدور إيلغا
- لوسينيا لينس بدور زلفا
- باولو فيغيريدو بدور صادوق الكاهن
- زي كارلوس ماتشادو بدور فصور
- فيرا زايمرمان بدور نحوشتا
- كاسيو سكابين بدور بيروسوس
- غابرييل غراسيندو بدور دانيال
- روجر غوبيث بدور أبشالوم
- غابرييلا موريرا بدور شميران
- كاشيا لنياريس بدور شغشغ
- تامي دي كالافوري بدور ليئة
- ماركوس بريدا بدور رافينا
- كلاوديو مورو بدور إيلانا
- بيرولا فايا بدور كاسايا
- هنري بنيونشيلي بدور خاييم
- أوسمار سلفيرا بدور يهويا كين
- ليوناردو ميديروش بدور يهوياقيم الملك
- أوغوستو غارسيا بدور نبو نيد
- كايكي بريتو بدور أميل مردوخ
- أندرسون مولر بدور تامير
- ريناتو رابيو بدور شامير
- ميشيل باتيستا بدور تاليتا
- جيزيل باتيستا بدور سميرة
- غوستافو لياو بدور رابي ساريس
- فيليبي كاردوسو بدور أريوخ
- برونا بازيناتو بدور رفقة
- غرازيلا شميت بدور دانا
- ساشا بالي بدور ميشخ
- غوستافو رودريغيس بدور شدرخ
- نيكولاس أنتونيس بدور عبدنغو
- ليكورغو سبينولا بدور حزقيال
- أيشا جامبو بدور غاديس
- رافاييل ألميدا بدور حرصبوم
- روبرتا بورتيلا بدور إيديسا
- أندريه لويز ميراندا بدور عبدي ملكي
- إدواردو ميلو بدور ليور
- كارين مارينيو بدور نعمي
- جوليانا كيلينغ بدور دليلة
- ماريزا ماركيتي بدور ملكة
- فرناندو سامبايو بدور متياس
- رافاييل مونتانير بدور نيكولاو
- باولا جوب بدور راحيل
- ريكاردو مارتنس بدور لارسا
- كيف أولفييرا بدور الملاك جبرائيل
- أنا زيتيل بدور داريس
- خواو فيليو بدور ماداي
- باولو ليال بدور رافائيل
- كارلا تينورويو جيد
- رافاييلا فيريرا بدور هايدي
- سيزار بيتزولي بدور زابايا
- إد أولفييرا بدور راتو
- بدور مالتا بدور تموز
- فران فيشر بدور نامنو
- ساولو مينيغيتي بدور أوزيل
- ساولو رودريغس بدور أصفيناز
- إيدسون فيشي بدور إيروم
- توغون تيكسيرا بدور سرجون
- مارسيلو أرنال بدور بلشاصر
- رافاييل أوي بدور بنيامين
- برينو دي فيليبي بدور الملك داريوس الميدي
- أنا باولا ليما بدور ياشا
- أليكس برازيل بدور أكسوماي
- ويليام أمارال بدور يوئيل
- تياو دي أفيلا بدور ألياطيس
- رافاييل سيغي بدور لاوي
- كاريز بروم بدور كيديست

## وصلات خارجية
- لعازر والغني على موقع IMDb (الإنجليزية)
- لعازر والغني على موقع كينوبويسك (الروسية)
- لعازر والغني على موقع قاعدة بيانات الفيلم (الإنجليزية)

- الغني ولعازر على قاعدة بيانات الأفلام على الإنترنت